# Theristus wimmeri
Theristus wimmeri är en rundmaskart som beskrevs av Christian Wieser 1959. Theristus wimmeri ingår i släktet Theristus och familjen Monhysteridae. Inga underarter finns listade i Catalogue of Life.